# Skeleton-America’s-Cup 2002/03
Der Skeleton-America’s-Cup 2002/03 war eine von der Fédération Internationale de Bobsleigh et de Tobogganing (FIBT) veranstaltete Rennserie, die zum dritten Mal ausgetragen wurde und zum Unterbau des Weltcups gehört. Der Wettbewerb bestand aus drei Saisonrennen in den USA und Kanada.

## Männer

### Veranstaltungen
| Datum             | Ort         | Sieger         | Zweiter        | Dritter        |
| ----------------- | ----------- | -------------- | -------------- | -------------- |
| 23. November 2002 | Lake Placid | Brian McDonald | Adam Pengilly  | Terry Holland  |
| 7. Dezember 2002  | Calgary     | Brian McDonald | Nathan Cicoria | Clint Russell  |
| 21. Dezember 2002 | Park City   | Brian McDonald | Chad Omweg     | Nathan Cicoria |

### Einzelwertung
| Platz | Sportler       | Land                   | Punkte |
| ----- | -------------- | ---------------------- | ------ |
| 1     | Brian McDonald | Vereinigte Staaten     | 150    |
| 2     | Nathan Cicoria | Kanada                 | 118    |
| 3     | Mike Cline     | Vereinigte Staaten     | 103    |
| 4     | Chad Omweg     | Vereinigte Staaten     | 101    |
| 5     | Adam Pengilly  | Vereinigtes Königreich | 99     |
| 6     | Clint Russell  | Kanada                 | 97     |
| 7     | Ryan Geertsen  | Vereinigte Staaten     | 90     |
| 8     | Martin Kvapil  | Kanada                 | 74     |
| 9     | Caleb Smith    | Vereinigte Staaten     | 74     |
| 10    | Jared Griffin  | Vereinigte Staaten     | 71     |

### Nationenwertung
| Platz | Land                         | Punkte |
| ----- | ---------------------------- | ------ |
| 1     | Vereinigte Staaten           | 234    |
| 2     | Kanada                       | 216    |
| 3     | Australien                   | 125    |
| 4     | Vereinigtes Königreich       | 124    |
| 5     | Neuseeland                   | 89     |
| 6     | Mexiko                       | 76     |
| 7     | Japan                        | 63     |
| 8     | Amerikanische Jungferninseln | 59     |
| 9     | Libanon                      | 31     |

## Frauen

### Veranstaltungen
| Datum             | Ort         | Siegerin          | Zweite            | Dritte        |
| ----------------- | ----------- | ----------------- | ----------------- | ------------- |
| 23. November 2002 | Lake Placid | Noelle Pikus-Pace | Babs Isak         | Sarah Lacey   |
| 7. Dezember 2002  | Calgary     | Babs Isak         | Noelle Pikus-Pace | Vaughn Hauser |
| 21. Dezember 2002 | Park City   | Lyndsie Peterson  | Noelle Pikus-Pace | Babs Isak     |

### Einzelwertung
| Platz | Sportlerin               | Land               | Punkte |
| ----- | ------------------------ | ------------------ | ------ |
| 1     | Noelle Pikus-Pace        | Vereinigte Staaten | 97     |
| 2     | Babs Isak                | Vereinigte Staaten | 94     |
| 3     | Sarah Lacey              | Kanada             | 70     |
| 4     | Jody Barton              | Vereinigte Staaten | 64     |
| 5     | Lyndsie Peterson         | Vereinigte Staaten | 60     |
| 6     | Téa Karvinen             | Finnland           | 55     |
| 7     | Elaine Iba               | Vereinigte Staaten | 54     |
| 8     | Vaughn Hauser            | Kanada             | 53     |
| 9     | Marta Schultz            | Vereinigte Staaten | 49     |
| 10    | Michella Wichmann-Møller | Dänemark           | 36     |

### Nationenwertung
| Platz | Land                   | Punkte |
| ----- | ---------------------- | ------ |
| 1     | Vereinigte Staaten     | 177    |
| 2     | Kanada                 | 133    |
| 3     | Finnland               | 68     |
| 4     | Australien             | 49     |
| 5     | Vereinigtes Königreich | 46     |
| 6     | Dänemark               | 45     |
| 7     | Griechenland           | 20     |
| 8     | Armenien               | 18     |
| 9     | Japan                  | 16     |